# HD 118054
HD 118054 (y Virginis) é uma estrela na direção da Virgo. Possui uma ascensão reta de 13h 34m 40.48s e uma declinação de −13° 12′ 51.5″. Sua magnitude aparente é igual a 5.92. Considerando sua distância de 507 anos-luz em relação à Terra, sua magnitude absoluta é igual a −0.04. Pertence à classe espectral A0V.